# Jean-Pierre Bacri
Jean-Pierre Bacri (Castiglione, Frans-Algerije (Nu Bou Ismaïl, Algerije), 24 mei 1951 - 18 januari 2021) was een Frans film- en theateracteur en scenarioschrijver.
Samen met zijn echtgenote Agnès Jaoui schreef hij Smoking/No Smoking. Zij schreven samen en traden samen op in Un air de famille, in On connaît la chanson, waarvoor hij in 1988 een César won voor beste mannelijke bijrol, en in Comme une image. 
Bacri werkte meermaals samen met de regisseurss Cédric Klapisch, Alain Chabat, Alain Resnais, Claude Berri en Pascal Bonitzer.

## Filmografie

### Scenarioschrijver
- 1992: Cuisine et dépendances, met Agnès Jaoui
- 1992: Smoking / No Smoking, met Agnès Jaoui
- 1996: Un air de famille, met Agnès Jaoui
- 1997: On connaît la chanson, met Agnès Jaoui
- 1999: Le Goût des autres, met Agnès Jaoui
- 2004: Comme une image, met Agnès Jaoui
- 2008: Parlez-moi de la pluie, met Agnès Jaoui
- 2013: Au bout du conte met Agnès Jaoui
- 2018: Place publique met avec Agnès Jaoui

### Acteur
- 1979 - Le Toubib (Pierre Granier-Deferre)
- 1980 - La femme intégrale (Claudine Guillemin)
- 1982 - Le Grand Pardon (Alexandre Arcady)
- 1983 - Coup de foudre (Diane Kurys)
- 1983 - Édith et Marcel (Claude Lelouch)
- 1982 - Le Grand Carnaval (Alexandre Arcady)
- 1984 - La Septième Cible (Claude Pinoteau)
- 1985 - Subway (Luc Besson)
- 1985 - Escalier C (Jean Charles Tacchella)
- 1985 - On ne meurt que deux fois (Jacques Deray)
- 1986 - Chère canaille (Stéphane Kurc)
- 1986 - La galette du roi (Jean-Michel Ribes)
- 1986 - Suivez mon regard (Jean Curtelin)
- 1986 - États d'âme (Jacques Fansten)
- 1986 - Mort un dimanche de pluie (Joël Santoni)
- 1986 - Rue du départ (Tony Gatlif)
- 1987 - L'Été en pente douce (Gérard Krawczyk)
- 1988 - Les Saisons du plaisir (Jean-Pierre Mocky)
- 1988 - Bonjour l'angoisse (Pierre Tchernia)
- 1989 - Mes meilleurs copains (Jean-Marie Poiré)
- 1990 - La Baule-les-Pins (Diane Kurys)
- 1991 - La tribu (Yves Boisset)
- 1992 - Le Bal des casse-pieds (Yves Robert)
- 1992 - L'Homme de ma vie (Jean Charles Tacchella)
- 1993 - Cuisine et dépendances (Philippe Muy)
- 1994 - Perle rare (Olivier Doran)
- 1994 - Bazooka (Laurent Brochand) (kortfilm)
- 1994 - La Cité de la peur (Alain Berbérian)
- 1996 - Un air de famille (Cédric Klapisch)
- 1997 - La méthode (Thomas Béguin)
- 1997 - Didier (Alain Chabat)
- 1997 - On connaît la chanson (Alain Resnais)
- 1998 - Un dimanche matin à Marseille
- 1998 - Place Vendôme Nicole Garcia)
- 1999 - Peut-être (Cédric Klapisch)
- 1999 - Kennedy et moi (Sam Karmann)
- 2000 - Le Goût des autres (Agnès Jaoui)
- 2002 - Une femme de ménage (Claude Berri)
- 2003 - Les Sentiments (Noémie Lvovsky)
- 2004 - Comme une image (Agnès Jaoui
- 2006 - Selon Charlie (Nicole Garcia)
- 2008 - Parlez-moi de la pluie (Agnès Jaoui)
- 2009 - Adieu Gary (Nassim Amaouche)
- 2011 - Avant l'aube (Raphaël Jacoulot)
- 2012 - Cherchez Hortense (Pascal Bonitzer)
- 2013 - Au bout du conte (Agnès Jaoui)
- 2015 - La Vie très privée de Monsieur Sim (Michel Leclerc)
- 2016 - Tout de suite maintenant (Pascal Bonitzer)
- 2017 - Grand Froid (Gérard Pautonnier)
- 2017 - Le Sens de la fête (Olivier Nakache et Éric Toledano)
- 2017 - Santa et Cie (Alain Chabat)
- 2018 - Place publique (Agnès Jaoui)
- 2018 - Photo de famille (Cécilia Rouaud)

- Bibsys: 90609112
- Biblioteca Nacional de España: XX1351002
- Bibliothèque nationale de France: cb13929953s (data)
- CiNii: DA13167279
- Gemeinsame Normdatei: 13136586X
- International Standard Name Identifier: 0000 0001 1041 1928
- Library of Congress Control Number: nr95013998
- MusicBrainz: dc925892-b18f-4160-bd26-c5fdb8be9090
- Nationale Bibliotheek van Tsjechië: xx0150149
- Nationale Bibliotheek van Israël: 987007330300905171
- Nationale Bibliotheek van Polen: a0000002048650
- Nederlandse Thesaurus van Auteursnamen: 159846986
- Réseau des bibliothèques de Suisse occidentale: 02-A002958687
- Istituto Centrale per il Catalogo Unico: NAPV077323
- SNAC: w6kd2tm0
- Système universitaire de documentation: 031251706
- Virtual International Authority File: 15901196
- WorldCat: E39PBJdgXGTjrchVQq3D7WtkDq